# Fokker F.II
Dimensions
Le Fokker F.II est un avion de ligne monomoteur conçu par Fokker en Allemagne et développé ensuite aux Pays-Bas. 

## Développement
C'est sous la direction de l'ingénieur allemand Reinhold Platz que le Fokker F.II fut pensé initialement comme un successeur à l'échec du F.I (en). Initialement connu comme Fokker V45 le nouvel avion réalisa son vol inaugural en octobre 1919. Cependant les clauses de l'Armistice étaient telles que les avionneurs n'avaient plus le droit de produire le moindre avion. Ce qui poussa Fokker à transférer son activité industrielle en Hollande. 
Arrivé aux Pays-Bas entre les mains de son pilote d'essais, Bernard de Waal, sa dénomination fut changée en F.II et l'avion devint un relatif succès avec trente exemplaires construits. Dix-neuf d'entre eux furent construits sous licence par l'industriel Grulich, sous la désignation de Fokker-Grulich F.II. Ceux-ci se distinguaient des avions originaux par leur aile renforcée et leur habitacle renforcé. 
Si le Fokker F.II vola principalement avec son moteur BMW Type IIIa d'origine, il faut remarquer que certaines machines ont été équipées de moteurs Type IV et Va du même constructeur, développant respectivement 250 et 320 chevaux. Un Armstrong-Siddeley Puma fut même monté sur un avion belge.
En 1921 il donna naissance au F.III.

## Aspects techniques
Le F.II se présente sous la forme d'un monomoteur monoplan à aile haute type parasol. Il était construit en bois et toile. Si le pilote prenait place dans un cockpit monoplace à l'air libre, les passagers quant à eux disposaient d'une cabine fermée. Cependant le confort à bord était rudimentaire, ni boisson ni repas n'étant servi en vol. L'avion disposait d'un train d'atterrissage classique fixe et d'un empennage cruciforme. 

## Versions
- Fokker V45 : Désignation attribuée au prototype.
- Fokker F.II : Désignation attribuée à la version initiale de série équipé du moteur BMW Type IIIa de 185 ch.
  - Fokker F.IIa : Désignation attribuée à un F.II remotorisé avec un BMW Type IV de 250 ch.
  - Fokker F.IIb : Désignation attribuée à un F.II remotorisé avec un BMW Type Va de 320 ch.
- Fokker-Grulich F.II : Désignation attribuée à une version produite sous licence, et légèrement modifiée du F.II.

## Utilisateurs
- Allemagne : Deutsche Luft-Reederei, Deutsche Luft Hansa.
- Belgique : SABENA.
- Pays-Bas : KLM.

## Aéronefs préservés
- Pays-Bas : Réplique[5] du Fokker F.II immatriculé H-NABC exposé à l'Aviodome.

## Produits dérivés
La société néerlandaise Bel-Air Models spécialisée dans le maquettisme aéronautique commercialisait encore début 2012 une représentation du Fokker F.II immatriculé H-NABD. Celle-ci est à l'échelle 1/72e et fabriquée en "Perspex".